# European Silver League (damer)
European Silver League är en årlig volleybollturnering organiserad av CEV sedan 2018. Tävlingen genomförs i maj-juni och alla damlandslag i konfederation får spela förutom de som spelar i de högre rankade FIVB Volleyball Nations League eller European Golden League. Vinnaren kvalificerar sig för spel i European Golden League följande säsong.

## Resultat per upplaga
| Säsong                                                     | Säsong                     | Podium                  | Podium    | Podium              |
| År                                                         | Spelplats                  | Guld                    | Silver    | Brons               |
| ---------------------------------------------------------- | -------------------------- | ----------------------- | --------- | ------------------- |
| 2018 mer information                                       | Nyköping                   | Sverige                 | Österrike | Albanien            |
| 2019 mer information                                       | Mislinja och Alexandria    | Rumänien                | Slovenien | Grekland och Israel |
| Ingen turnering genomfördes 2020 p.g.a. Covid-19-pandemin. |                            |                         |           |                     |
| 2021 mer information                                       | Maribor                    | Bosnien och Hercegovina | Österrike | Slovenien           |
| 2022 mer information                                       | Lund                       | Sverige                 | Portugal  | Slovenien           |
| 2023 mer information                                       | Graz                       | Estland                 | Österrike | Portugal            |
| 2024 mer information                                       | Santo Tirso och Tammerfors | Portugal                | Finland   | Ungern              |

## Medaljliga
| Pos. | Lag                     | Guld | Silver | Brons |
| ---- | ----------------------- | ---- | ------ | ----- |
| 1    | Sverige                 | 2    | -      | -     |
| 2    | Portugal                | 1    | 1      | 1     |
| 3    | Bosnien och Hercegovina | 1    | -      | -     |
|      | Estland                 | 1    | -      | -     |
|      | Rumänien                | 1    | -      | -     |
| 6    | Österrike               | -    | 3      | -     |
| 7    | Slovenien               | -    | 1      | 2     |
| 8    | Finland                 | -    | 1      | -     |
| 9    | Albanien                | -    | -      | 1     |
|      | Grekland                | -    | -      | 1     |
|      | Israel                  | -    | -      | 1     |
|      | Ungern                  | -    | -      | 1     |